# Pomnik Jana Długosza w Tarnobrzegu
Pomnik Jana Długosza w Tarnobrzegu – pomnik (właściwie pamiątkowy głaz z tablicą) powstały w 2011 r. upamiętniający Jana Długosza, który swoją działalnością filantropa przyczynił się do powstania Akademii Miechocińskiej.
Głaz postawiono w bezpośrednim sąsiedztwie kościoła św. Marii Magdaleny.